# Hans Erich Nossack
Compléments
Académie des sciences et des lettres de Mayence, Académie allemande pour la langue et la littérature, Corps Thuringia Jena
Hans Erich Nossack, né à Hambourg le 30 janvier 1901 et mort à Hambourg le 2 novembre 1977, est un écrivain allemand,. 

## Biographie
Hans Erich Nossack naît dans une famille aisée de Hambourg. Son père, Eugen Nossack, dirige une entreprise commerciale (café et cacao). Hans Erich grandi dans une villa à Harvestehude et tient un journal depuis l'âge de 15 ans où il décrit sa relation avec sa mère comme le « malheur de sa vie »,. En 1919, il passe son baccalauréat au lycée Johanneum de Hambourg. Il s'inscrit en histoire de l'art et en littérature à l'université. En 1920, il quitte l'université de Hambourg pour des études de droit et d'économie à Iena qu'il interrompt en 1922. Il démissionne du Corps Thuringia Jena et renonce au soutien de sa famille. Il tente de survivre en travaillant comme ouvrier. Il devient temporairement membre du KPD.
En 1923, Nossack retourne à Hambourg et épouse en 1925 Gabriele Knierer (1896-1987), avec laquelle il reste marié toute sa vie malgré de grandes difficultés. Il devient employé de banque et suit une formation de banquier. En dehors de ce travail alimentaire, il écrit des poèmes et des drames.
En 1930, il redevient membre du KPD. En 1933, il rejoint l'entreprise de son père. Il subit des perquisitions par les SA et la police, mais il n'est pas arrêté et finit par reprendre la direction de la société d'importation familiale.
En 1943, ses journaux intimes sont détruits par le plus violent bombardement de Hambourg. Nossack sauve quelques manuscrits carbonisés de son coffre-fort et les reconstituent.  Hormis quelques poèmes publiés dans la Neue Rundschau en 1942 et 1944, ses premiers textes sont publiés à partir de 1947, d'abord chez Wolfgang-Krüger-Verlag, à Hambourg. L'année suivante, ses premiers livres traduits paraissent en France.
Dans son texte en prose Der Untergang (1948), il est l'un des premiers écrivains de la littérature allemande d'après-guerre à thématiser les horreurs de la guerre des bombes à travers la destruction de sa ville natale, Hambourg,,,.
En 1949, Nossack est élu à l'Académie des sciences et de la littérature de Mayence et, en 1950, il fait partie des membres fondateurs de la Freie Akademie der Künste de Hambourg aux côtés de Hans Henny Jahnn. En outre, il est membre depuis 1961 de la Deutsche Akademie für Sprache und Dichtung de Darmstadt.
Entre 1949 et 1955, Nossack ne publie pas, car son éditeur Krüger exige de lui un roman d'amour, projet qu'il refuse, préférant travailler sur d'autres récits. De ce fait, Nossack disparaît presque complètement de la scène littéraire pendant plusieurs années. Durant cette période de crise, il se lie d'amitié avec Ernst Kreuder, avec lequel il entretient une correspondance active et cordiale. Finalement, Nossack passe aux éditions Suhrkamp, où il publie en 1955 son premier roman, qui reste à ce jour son plus grand succès, Spätestens im November.
En 1956, avec l'aide de l'industriel suisse Kurt Bösch, il dissout l'entreprise paternelle et s'installe à Aystetten, près d'Augsbourg. Il travaille désormais comme écrivain indépendant.
Avec Rudolf Hagelstange, Nossack a participé en 1961 à la célébration du centenaire de Rabindranath Tagore à New Delhi en tant que représentant des écrivains allemands. Il obtient le prix Georg-Büchner la même annéeet d'autres distinctions les années suivantes, dont le prix Wilhelm Raabe.
En 1962, il s'installe à Darmstadt. De 1964 à 1968, il est vice-président de l'Académie des sciences et de la littérature de Mayence. En 1965, il s'installe à Francfort-sur-le-Main, puis revient à Hambourg en décembre 1969 pour l'amour de sa femme, où il vit et écrit jusqu'à sa mort en 1977. Ses papiers se trouvent aux Archives littéraires allemandes de Marbach.

## Œuvres traduites en français
- Interview avec la mort [« Interview mit dem Tode »], trad. de Denise Naville, Paris, Éditions Gallimard, coll. « Du monde entier », 1950, 293 p. (BNF 32490955)
- Nekyia. Récit d’un survivant [« Nekyia »], trad. de Denise Naville, Paris, Éditions Gallimard, coll. « Du monde entier », 1955, 190 p. (BNF 37385969)
- Spirales. Roman d’une nuit d’insomnie [« Spiral. Roman einer schlaflosen Nacht »], trad. d’André Cœuroy, Paris, Éditions Gallimard, coll. « Du monde entier », 1959, 301 p. (BNF 32490959)
- La Dérive [« Spätestens im November »], trad. de Maurice Beerblock, Paris, Éditions Gallimard, coll. « Du monde entier », 1961, 320 p. (BNF 33118424)
- Le Frère cadet [« Der jüngere Bruder »], trad. d’André Cœuroy, Paris, Éditions Gallimard, coll. « Du monde entier », 1962, 301 p. (BNF 33118421)
- Avant la dernière révolte [« Nach dem letzten Aufstand »], trad. de Marie-Louise Ponty, Paris, Éditions Gallimard, coll. « Du monde entier », 1964, 255 p. (BNF 33118423)
- Le roi va au cinéma [« Der König geht ins Kino »], images d’A. Heras, trad. d’Heinz Schwarzinger, Paris, Éditions Casterman, 1976, 25 p.  (ISBN 2-203-10902-5)
- L'Effondrement [« Der Untergang »], trad. de Jean-Pierre Boyer et Silke Hass, Genève, Éditions Héros-Limite, 2021, 80 p.  (ISBN 978-2-88955-058-6)[6]

## Prix
- 1957: Prix d'honneur du Cercle culturel de la Fédération des industries allemandes
- 1961: Prix Georg-Büchner
- 1963: prix Wilhelm Raabe (de)
- 1973: La croix Pour le Mérite
- 1973: prix Alexander Zinn (de)
- 1974: Grand-Croix de l'Ordre du Mérite